# Saint-Mathurin-sur-Loire
Saint-Mathurin-sur-Loire è un comune francese di 2 429 abitanti situato nel dipartimento del Maine e Loira nella regione dei Paesi della Loira. Dal 1º gennaio 2016 è stato fuso con i comuni di Andard, Bauné, La Bohalle, Brain-sur-l'Authion e La Daguenière per formare il nuovo comune di Loire-Authion.

## Società

### Evoluzione demografica
Abitanti censiti